# نيشان سيكاتونا
نيشان سيكاتونا هُو نيشان وطني فلبيني، يُمَنح للأفراد الذين قدموا خِدمات استثنائيّة للفلبين، وللدبلوماسيين والمَسؤُولِين ومواطني الدُّوَل الأجنبيَّة الذين قدموا خِدمات واضحة في رِعايَة وتطوير وَتَعزِيز العلاقات بَين بلدانهم والفلبين، وللدبلوماسيين الفلبينيين، ويُخول القَانُون وزير الخارجيَّة مَنح الوسام بِاِسم الرّئِيس وسلطته.

## تاريخ
أَسّس الرّئِيس البيديو كويرينو وسام سيكاتونا بإصدار الأمر التّنفِيذِي رقم 571 بتاريخ 27 فبراير 1953،  ووسع الرئيسين ديوسدادو ماكاباجال وفرديناند ماركوس فئات الوسام،  وَفِي عام 2003 عدلت الرئيسة غلوريا ماكاباغال أرويو النِظَام الفلبيني للرتب والميداليات والأوسمة، وأصدرت الأمر التّنفِيذِي رقم 236، المعروف بِاِسم «قانون الشرف الفلبيني» لتحديد الرتب والأوسمة والميداليات المدنيّة لجمهوريَّة الفلبين.

## الرتب
- ياقة كبرى (GCS) (راجا) - يُمَنح لرؤساء الدُّوَل أو رُؤَسَاء الوُزراء السابقون والحاليون.
- جراند كروس (GCRS) (داتو) - يتكون من فئتين، ذهبية وفضية، ويُمكن أن يُمَنح لمنصب ولي العهد أو نائب الرّئِيس، أو رَئِيس مَجلِس الشيوخ، أو رَئِيس مَجلِس النواب، أو رَئِيس القضاة أو مَا يعادله، أو وزير الخارجيَّة أو أي مسؤول وزاري آخر، أو سفير، أو وكيل وزارة، أو مساعد وزير، أو أي شخص آخر في مرتبة مشابه أو مكافئة لَمّا سبق ذكره.
- ضابط كَبِير (GOS) («مارينغال نا لاكان») - يُمَنح للقائم بالأَعمَال، أو الوزير، أو المُستشار، أو القنصل العَام، أو أي شخص آخر في مرتبة معادلة لَمّا سبق ذكره.
- قائد («لاكان») - يُمَنح للقائم بالأَعمَال بِالنيابة، أو المُستشار، أو السكرتير الأول، أو القنصل العَام في القسم القنصلي بسفارة، أو المسؤول القنصلي بدرجة أعلى من السكرتير الثاني، أو المدير، أو أي شخص آخر في مرتبة مماثلة أو معادلة لَمّا سبق ذكره.
- ضابط (OS) («ماجينو») - يُمَنح للسكرتير الثاني، أو القنصل، أو مساعد المدير، أو أي شخص آخر في مرتبة مماثلة أو معادلة لَمّا سبق ذكره.
- عضو (MS) («مهارليكا») - يُمَنح للسكرتير الثالث، أو نائب القنصل، أو المُلحَق، أو المساعد الرَئِيسيّ، أو أي شخص آخر في مرتبة مماثلة أو معادلة لَمّا سبق ذكره.

| عضو | ضابط | قائد | ضابط كَبِير | جراند كروس | ياقة لكبرى |

## الحاصلون على النيشان

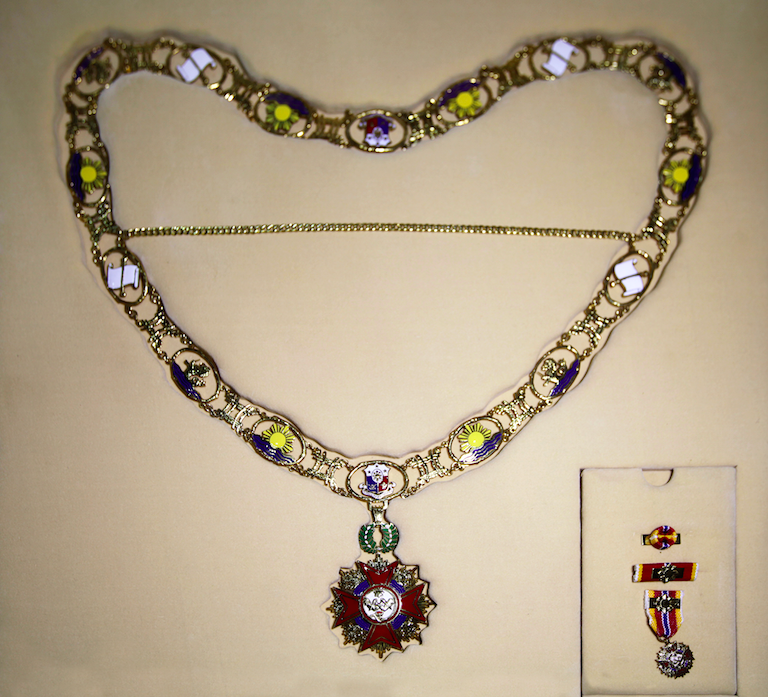
نيشان سيكاتونا

### سفراء
- أفتاب أحمد خان - سفير باكستان لدى الفلبين، رتبة داتو، 1986.[8]
- «بيدرو أورتيز أرمينغول» - سفير إسبانيا لدى الفلبين، رتبة داتو، 1986.
- أفتاب أحمد خان - سفير باكستان لدى الفلبين، رتبة داتو، 1986.
- ستيفن دبليو بوسورث - سفير الولايات المتحدة لدى الفلبين، رتبة داتو، 1987.
- باسي روتانين - سفير فنلندا لدى الفلبين، رتبة داتو، 1987.
- كنوت مركفيد - سفير النرويج لدى الفلبين، رتبة داتو، 1987.
- كيوشي سوميا - سفير اليابان لدى الفلبين، رتبة داتو، 1988.[9]
- إبرهارد كونز - سفير ألمانيا في الفلبين، رتبة داتو، 1989.
- برونو توربيجلياني - القاصد الرسولي لدى الفلبين، رتبة داتو، 1990.
- تسونيو تاناكا - سفير اليابان لدى الفلبين، رتبة داتو، 1990.

- نيكولاس بلات - سفير الولايات المتحدة لدى الفلبين، رتبة داتو، 1991.
- إدوارد لي كونج فو - سفير سنغافورة لدى الفلبين، رتبة داتو، 1993.
- رودولفو سيفرينو جونيور - الأمين العام لرابطة أمم جنوب شرق آسيا (آسيان)، رتبة داتو، 1997، رتبة راجا، نوفمبر 2001.[8][10]
- يو سان ثين - سفير ميانمار لدى الفلبين، رتبة داتو، 1999.[8]
- روبرت كوليت - سفير كندا لدى الفلبين، رتبة داتو، 2003.
- هربرت جيس - سفير ألمانيا لدى الفلبين، رتبة داتو، 2004.
- فرانسيس جي. ريكياردون - سفير الولايات المتحدة لدى الفلبين، رتبة داتو، 2005.[11]
- ستانيسلاف سلافيكي - سفير جمهورية التشيك لدى الفلبين، رتبة داتو، 2005.[12]
- وو هونغبو - سفير الصين لدى الفلبين، رتبة داتو، 2005.[13]
- إسكندر بن سارودين - سفير ماليزيا لدى الفلبين، رتبة داتو، 2006.[14]
- جواو خوسيه جوميز كايتانو دا سيلفا - سفير البرتغال لدى الفلبين، رتبة داتو، 2006.[15]
- غرايم ماثيسون - سفير نيوزيلندا لدى الفلبين، رتبة داتو، تمييز ذهبي، 2011.[16]
- روبرت جيرارد برينكس - سفير هولندا لدى الفلبين، رتبة داتو، سيلفر ديستينكشن، 2012.[17]
- السيديس جي آر براتس - سفير البرازيل لدى الفلبين، رتبة داتو، تميز فضي، 2012.[18]
- وديع البطي - سفير العراق لدى الفلبين، رتبة داتو، تميز فضي، 2013.
- هاري كي. توماس جونيور - سفير الولايات المتحدة لدى الفلبين، رتبة داتو، 2013.[19]
- كريستوفر ثورنلي - سفير كندا لدى الفلبين، رتبة داتو، 2013.[20]
- بيل توديل - سفير أستراليا لدى الفلبين، رتبة داتو، تمييز ذهبي، 2016.[21]
- داتو محمد زمري بن محمد قاسم - سفير ماليزيا لدى الفلبين، رتبة داتو، امتياز ذهبي، 2016.[22]
- إريك فورنر - سفير النرويج لدى الفلبين، رتبة داتو، 2018.[23]
- ياروسلاف أولسا - سفير جمهورية التشيك لدى الفلبين، مرتبة داتو، امتياز ذهبي، 2018.[24]
- أماندا غوريلي - سفيرة أستراليا لدى الفلبين، رتبة داتو، تميز فضي، 2018.[24]
- داتو رزلان عبد الرشيد - سفير ماليزيا لدى الفلبين، مرتبة داتو، تميز فضي، 2018.[24]
- جان توب كريستنسن - سفير الدنمارك لدى الفلبين، رتبة داتو، امتياز ذهبي، 2019
- رئيس الأساقفة غابرييل جيوردانو كاتشيا - القاصد الرسولي لدى الفلبين وعميد السلك الدبلوماسي، رتبة داتو، امتياز ذهبي، 2019.[25]
- كوجي هانيدا - سفير اليابان لدى الفلبين، مرتبة داتو، امتياز ذهبي، 2020.[26]

### رؤساء الدول
- بلايك بيبولسونجكرام - رئيس وزراء تايلاند، 1955
- نجو دينه ديم - أول رئيس لجمهورية فيتنام، 1956
- الملك نورودوم سيهانوك ملك كمبوديا، 1956
- شيانج كاي شيك - رئيس جمهورية الصين، 1960
- دوايت أيزنهاور - الرئيس الرابع والثلاثون للولايات المتحدة، 1960
- سيد بوترا من بيرليس - يانغ دي بيرتوان أغونغ من ماليزيا، 1961 [27]
- ولي عهد اليابان أكيهيتو، 1962 [28]
- فرانسيسكو فرانكو - رئيس الدولة الاسبانية، 1962
- أنطونيو سيجني - الرئيس الرابع لإيطاليا، 1962
- ملك تايلاند راما التاسع، 1963
- هاينريش لوبكي - الرئيس السادس لألمانيا، 1964
- فيليبرت تسيرانانا - أول رئيس لجمهورية مدغشقر، 1964
- إمبراطور اليابان هيروهيتو، 1966
- سوهارتو - الرئيس الثاني لإندونيسيا، 1968
- ملك نيبال ماهيندرا، 1971
- لي كوان يو - أول رئيس وزراء لسنغافورة، 1974
- كاكوي تاناكا - رئيس وزراء اليابان 1974
- خوان كارلوس دي بوربون - أمير إسبانيا 1974
- نيكولاي تشوتشيسكو - أول رئيس لرومانيا، 1975
- الدكتور بنجامين شيريس - الرئيس الثاني لسنغافورة، 1976
- الملك حسين عاهل الأردن 1976
- كريانجساك شامانان - رئيس وزراء تايلاند، 1978
- أنجيلو دي موجانا دي كولونيا - الأمير السابع والسبعون في منظمة فرسان مالطا العسكرية المستقلة، 1979
- ياسوهيرو ناكاسوني - رئيس وزراء اليابان 1983
- راؤول ألفونسين - رئيس الأرجنتين، 1986
- فيرجيليو باركو فارغاس - الرئيس السابع والعشرون لكولومبيا، 1987
- محمد خان جونيجو - رئيس وزراء باكستان العاشر، 1988
- فرانشيسكو كوسيغا - الرئيس الثامن لإيطاليا، 1988
- سلطان بروناي دار السلام، حسن البلقية، 1988
- فرانسوا ميتران - الرئيس الحادي والعشرون لفرنسا، 1989
- تشوان ليكباي - رئيس وزراء تايلاند، 1993
- كيم يونغ سام - الرئيس السابع لكوريا الجنوبية، 1994
- جعفر نيجيري سمبيلان - ملك ماليزيا، 1995
- إرنستو بيريز بالاداريس - الرئيس الثالث والثلاثون لبنما، 1995
- كارلوس منعم - رئيس الأرجنتين، 1995
- إدواردو فراي رويز تاغلي - الرئيس الحادي والثلاثين لشيلي، 1995
- كونستانتينوس ستيفانوبولوس - رئيس اليونان 1997
- خليفة بن سلمان آل خليفة - أول رئيس وزراء للبحرين، 2001
- إيون إليسكو - الرئيس الثاني لرومانيا، 2002
- ولي العهد الياباني ناروهيتو 2002
- جورج دبليو بوش - الرئيس الثالث والأربعون للولايات المتحدة، 2003
- باراك أوباما - الرئيس الرابع والأربعون للولايات المتحدة، 2014
- سوسيلو بامبانج يودويونو - الرئيس السادس لإندونيسيا، 2015 [29]
- شينزو آبي - رئيس وزراء اليابان، 2015 [30]
- ماثيو فيستينج - الأمير 79 في منظمة فرسان مالطا العسكرية المستقلة، 2015 [31]
- تاكيو فوكودا - رئيس وزراء اليابان، 2017 [32]

### آخرون
- ألبرتو مارتين أرتاجو - وزير خارجية إسبانيا، رتبة لاكان، 1953
- كارلوس بينا رومولو - دبلوماسي فلبيني، رتبة مهارليكا، 1953، رتبة راجا، 1982
- فو فان مو - وزير خارجية فيتنام الجنوبية، رتبة لاكان، 1956
- نارسيسو راموس - وزير الخارجية السابق، رتبة داتو، 1970
- كارل ألبرت - رئيس مجلس النواب الأمريكي، رتبة لاكان، 1971
- كيم يونغ شيك - وزير خارجية كوريا الجنوبية، رتبة داتو، 1972
- مارادن بانجابيان - وزير الدفاع الخامس عشر لإندونيسيا، رتبة داتو، 1972
- جوه كنج سوي - وزير دفاع سنغافورة، رتبة داتو، 1972
- واشنطن سايكيب - رجل أعمال فلبيني، رتبة ماجينو، 1980
- طه محيي الدين معروف - نائب رئيس جمهورية العراق رتبة راجا، 1982
- دانتي كابوتو - وزير الخارجية والعبادة رقم 99 للأرجنتين، 1986
- إيمانويل بيلايز - دبلوماسي فلبيني، رتبة داتو، 1987
- لويس مورينو سالسيدو - دبلوماسي فلبيني، رتبة داتو، 1987
- سالبادور بي لوبيز - دبلوماسي فلبيني، رتبة داتو، 1987
- خوسيه لوريل الثالث - دبلوماسي فلبيني، رتبة داتو، 1987
- جوليو أندريوتي - وزير خارجية إيطاليا السابع عشر، رتبة داتو، 1988
- هيروشي ناكاجيما - المدير الإقليمي لمنظمة الصحة العالمية، منطقة غرب المحيط الهادئ، رتبة داتو، 1988
- كارلوس لوبيز كونتريرز - وزير خارجية هندوراس، رتبة داتو، 1988
- أبيل ماتوتيس - عضو لجنة الجماعات الأوروبية في إسبانيا، رتبة داتو، 1990
- فرانسيسكو فرنانديز أوردونيز - وزير خارجية إسبانيا، رتبة داتو، 1990
- يودالدو ميرابيكس [الإسبانية] - المدير العام لأمريكا الشمالية وآسيا في وزارة الخارجية الإسبانية، رتبة لاكان، 1990.
- إنريكي سيلفا سيما - وزير خارجية تشيلي، رتبة داتو، 1990
- خافيير سولانا - وزير خارجية أسبانيا، رتبة داتو، 1994
- دومينغو لوسيناريو جونيور - دبلوماسي فلبيني، رتبة داتو، تمييز ذهبي، 2009.[33]
- جيريل سانتوس - دبلوماسي فلبيني، رتبة داتو، تمييز ذهبي، 2009.[34]
- إنريكي مانالو - دبلوماسي فلبيني، رتبة داتو، امتياز ذهبي، 2010.
- بيرنارديتا كاتالا - سفيرة الفلبين السابقة في لبنان، مرتبة داتو، امتياز ذهبي، 2020.[35]
- دوغلاس ماك آرثر - جنرال الجيش، المشير الميداني للفلبين، والقائد الأعلى لقوات الحلفاء، رتبة لاكان
- وسيم نانا - القنصل الفخري العام للفلبين في حلب سوريا رتبة ضابط أكبر
- خايمي كاردينال سين - رئيس أساقفة مانيلا [36]
- علي العطاس - وزير خارجية إندونيسيا الثالث عشر
- ماني باكياو - ملاكم فلبيني
- محمد محسن - وزير خارجية بنغلاديش السابق، رتبة داتو [37]
- يوهانس دي كوك - رئيس وفد المفوضية الأوروبية، رتبة غراند كروس داتو،امتياز ذهبي.[38]
- رافائيل سيجويس - وكيل وزارة الخارجية للشؤون الخاصة، رتبة داتو [39]
- تاداو تشينو - رئيس بنك التنمية الآسيوي، جراند كروس
- باتريك بيتشي صن - سفير جمهورية الصين
- بان كي مون - الأمين العام للأمم المتحدة (كوريا) [40]
- هيلاري كلينتون - وزيرة الخارجية الأمريكية [41]
- خوسيه تي. ألمونتي - مستشار الأمن القومي السابق للرئيس فيدل راموس [42]
- دانيال إينوي - سيناتور أمريكي، رتبة داتو [43]
- جورج يو - وزير خارجية سنغافورة الأسبق، رتبة داتو [44]
- ساداكو أوغاتا - مفوض الأمم المتحدة السامي السابق لشؤون اللاجئين.[45]
- خليفة بن سلمان آل خليفة - رئيس وزراء البحرين
- جلوريا ستيل - مديرة البعثة، الوكالة الأمريكية للتنمية الدولية / الفلبين [46]
- تاكيهيكو ناكاو - رئيس بنك التنمية الآسيوي، جراند كروس.[47]
- هاروهيكو كورودا - رئيس بنك التنمية الآسيوي.[48]

## روابط خارجية
- أوسمة وميداليات الفلبين